# Episodi di Poltergeist (prima stagione)
La prima stagione della serie televisiva Poltergeist, composta da 22 episodi, è andata in onda su Sci Fi Channel dal 21 aprile 1996 al 20 settembre 1996.
In Italia è andata in onda dal 1998 su TMC2.
| nº | Titolo originale       | Titolo italiano | Prima TV USA      | Prima TV Italia |
| -- | ---------------------- | --------------- | ----------------- | --------------- |
| 1  | The Fifth Sepulcher    |                 | 21 aprile 1996    | 1998            |
| 2  | Sins of the Father     |                 | 26 aprile 1996    | 1998            |
| 3  | Town Without Pity      |                 | 3 maggio 1996     | 1998            |
| 4  | The Tenement           |                 | 10 maggio 1996    | 1998            |
| 5  | The Twelfth Cave       |                 | 17 maggio 1996    | 1998            |
| 6  | Man in the Mist        |                 | 24 maggio 1996    | 1998            |
| 7  | Ghost in the Road      |                 | 31 maggio 1996    | 1998            |
| 8  | Doppelganger           |                 | 7 giugno 1996     | 1998            |
| 9  | The Substitute         |                 | 14 giugno 1996    | 1998            |
| 10 | Do Not Go Gently       |                 | 21 giugno 1996    | 1998            |
| 11 | The Crystal Scarab     |                 | 28 giugno 1996    | 1998            |
| 12 | The Bell of Girardius  |                 | 12 luglio 1996    | 1998            |
| 13 | Fox Spirit             |                 | 19 luglio 1996    | 1998            |
| 14 | Thirteenth Generation  |                 | 26 luglio 1996    | 1998            |
| 15 | Dark Priest            |                 | 2 agosto 1996     | 1998            |
| 16 | Revelations            |                 | 16 agosto 1996    | 1998            |
| 17 | Bones of Saint Anthony |                 | 23 agosto 1996    | 1998            |
| 18 | The Inheritance        |                 | 30 agosto 1996    | 1998            |
| 19 | The Signalman          |                 | 6 settembre 1996  | 1998            |
| 20 | The Reckoning          |                 | 13 settembre 1996 | 1998            |
| 21 | A Traitor Among Us     |                 | 20 settembre 1996 | 1998            |